# 미나미신주쿠역
미나미신주쿠역(일본어: 南新宿駅)은 일본 도쿄도 시부야구에 있는 철도역이다.

## 승강장
| 1 | ■ 오다와라선 | 오다와라 · 하코네유모토 · 가타세에노시마 · 가라키다 방면 |
| 2 | ■ 오다와라선 | 신주쿠 방면                                              |

## 역 주변
- 오다큐 미나미신주쿠 빌딩
- 오다큐 사잔 타워
- JR 도쿄 종합 병원
- 시부야구립 요요기 초등학교

## 역사
- 1927년 4월 1일: 센다가야신덴역으로 영업 개시.
- 1937년 7월 1일: 오다큐혼샤마에역으로 개명.
- 1942년 5월 1일: 미나미신주쿠역으로 개명.
- 1945년
  - 5월 26일: 전날 밤부터의 공습으로 본사 사무실과 신주쿠역 고슈 입구가 소실되어 신주쿠 - 미나미신주쿠 사이가 막혔기 때문에, 수일간 모든 열차가 신주쿠 - 미나미신주쿠역 사이에서 멈췄다.

## 인접역
| 오다큐 오다와라선        | 오다큐 오다와라선            | 오다큐 오다와라선                                        |
| ------------------------ | ---------------------------- | -------------------------------------------------------- |
| (무정차통과)             | ■ 쾌속급행 □ 통근급행 ■ 급행 | (무정차통과)                                             |
| OH 01 신주쿠 신주쿠 방면 | ■ 각역정차                   | 산구바시 OH 03 오다와라 · 가타세에노시마 · 가라키다 방면 |